# Denis Brodeur
Joseph Germain Stanislaus Denis Brodeur, född 12 oktober 1930 i Plessisville, död 26 september 2013 i Montréal,  var en kanadensisk ishockeyspelare.
Han blev olympisk bronsmedaljör i ishockey vid vinterspelen 1956 i Cortina d'Ampezzo.